# Nokia N8
Nokia N8 je multimediální smartphone od společnosti Nokia. Byl uveden na trh ve čtvrtém čtvrtletí roku 2010.

## Funkce
Nokia N8 je model spadající do kategorie Nseries. Je vybaven 12megapixelovým fotoaparátem s bleskem s optikou Carl Zeiss, předním fotoaparátem (umožňující videohovory), FM rádiem, Bluetooth, hudebním přehrávačem. Podporuje Java MIDP 2.1, Flash Lite atd. 3,5palcový displej podporuje multitouch. Hudbu lze poslouchat klasickými sluchátky s konektorem 3,5 mm.
Telefon pracuje s operačním systémem Symbian^3.

## Hlavní vlastnosti
| Vlastnosti                   | Specifikace                                                                                           |
| ---------------------------- | --- |
| Operační systém              | Symbian^3                                                                                             |
| GSM frekvence                | 850/900/1800/1900 MHz                                                                                 |
| UMTS frekvence               | 850/900/1700/1900/2100 MHz                                                                            |
| HSDPA                        | 10,2 Mbit/s                                                                                           |
| HSUPA                        | 2,0 Mbit/s                                                                                            |
| GPRS                         | Ano                                                                                                   |
| EDGE                         | Ano                                                                                                   |
| WCDMA                        | Ano                                                                                                   |
| Procesor                     | ARM11 680 MHz                                                                                         |
| Displej                      | 3,5palcový kapacitní dotykový OLED, 16 milionů barev, 640 × 360 pixel (16 : 9)                        |
| Hlavní fotoaparát            | 12megapixelový fotoaparát, autofokus, xenonový blesk, optika Carl Zeiss, detekce obličeje, geotagging |
| Druhý fotoaparát             | VGA fotoaparát pro videohovory                                                                        |
| Nahrávání videa              | HD 720p; 30 fps                                                                                       |
| Webový prohlížeč             | Ano                                                                                                   |
| Multimediální zprávy         | Ano                                                                                                   |
| Video hovory                 | Ano                                                                                                   |
| Podpora Javy                 | Ano                                                                                                   |
| Paměť RAM                    | 256 MB                                                                                                |
| Paměť ROM                    | 512 MB                                                                                                |
| Uživatelská paměť            | 16 GB                                                                                                 |
| Slot na paměťové karty       | Ano, microSDHC (až 32 GB)                                                                             |
| Bluetooth                    | 3.0                                                                                                   |
| Podpora datového kabelu      | Ano                                                                                                   |
| TV výstup                    | Ano                                                                                                   |
| E-mail klient                | Ano                                                                                                   |
| A-GPS                        | Ano                                                                                                   |
| Baterie                      | 1200 mAh; oficiálně nevyměnitelná                                                                     |
| Výdrž na příjmu (GSM/3G)     | 390 hodin/400 hodin                                                                                   |
| Hovorový čas (GSM/3G)        | 12 hodin/5 hodin 50 minut                                                                             |
| Nepřetržité přehrávání hudby | 50 hodin                                                                                              |
| Nahrávání videa              | 3 hodiny 20 minut                                                                                     |
| Nepřetržité přehrávání videa | 7 hodin                                                                                               |
| Přehrávání videa přes HDMI   | 6 hodin                                                                                               |
| Váha                         | 135 gramů                                                                                             |
| Rozměry                      | 113,5 × 59 × 12,9 mm                                                                                  |